# Anna Gomis
Anna Gomis, född den 6 oktober 1973 i Tourcoing, Frankrike, är en fransk brottare som tog OS-brons i lättviktsbrottning i damklassen 2004 i Aten. Vid fyra tillfällen har hon blivit världsmästare.